# 奧西卡 (納羅季奇區)
51°4′59″N 29°22′4″E / 51.08306°N 29.36778°E
奧西卡（烏克蘭語：Осика），是烏克蘭北部的村莊，隸屬日托米爾州的科羅斯滕區。該村面積0.3平方公里，海拔高度156米，2001年人口2，人口密度每平方公里6.6人。